# سیمبا (فیلم ۱۹۵۵)
سیمبا (انگلیسی: Simba) یک فیلم است که در سال ۱۹۵۵ منتشر شد. از بازیگران آن می‌توان به دیرک بگارد و ویرجینیا مکنا اشاره کرد.